# Vandalia (Missouri)
Vandalia è un comune degli Stati Uniti d'America, situato nello Stato del Missouri, diviso tra la contea di Audrain e la contea di Ralls.